# John Joseph McMahon
John Joseph McMahon (* 27. September 1875 in Hinsdale, New York, USA; † 31. Dezember 1932 in Trenton, New Jersey) war Bischof von Trenton.

## Leben
John Joseph McMahon studierte Philosophie am St. Bonaventure’s College in Allegany und Katholische Theologie an der Päpstlichen Universität Urbaniana in Rom. Er empfing am 20. Mai 1900 das Sakrament der Priesterweihe für das Bistum Buffalo. McMahon wurde Kurat in Jamestown und in Buffalo. 
Am 2. März 1928 ernannte ihn Papst Pius XI. zum Bischof von Trenton. Der Bischof von Buffalo, William Turner, spendete ihm am 26. April desselben Jahres die Bischofsweihe; Mitkonsekratoren waren der Bischof von Newark, Thomas Joseph Walsh, und der Bischof von Albany, Edmund Francis Gibbons.